# 道墟街道
道墟街道是中华人民共和国浙江省紹興市上虞区下辖的一个街道办事处。
道墟原属绍兴县，1954年划归上虞县，1983年成立道墟乡，1985年经批准为建制镇。
2017年7月23日，浙江省人民政府批复同意撤销道墟镇建制，其行政区域改由绍兴市上虞区政府直辖。2017年8月7日，绍兴市人民政府批复同意在原道墟镇行政区域内设立道墟街道办事处。

## 行政区划
道墟街道下辖以下村级行政区划单位：
道墟社区、肖金社区、国庆村、茅家村、积山村、长娄村、云里村、沥泗村、杜浦村、称海村、联江村、汇联村、肖金村、东桑村、大湖村、五四村、韩浜村、钱上村、沽渚村、庙桥村、新民主村、中联村、新里港村、江协村、联浦村和新屯南村。